# ホツマツタヱ
ホツマツタヱ（漢訳名：秀真伝）は、「ヲシテ」文字（「神代文字」の一種）で記された「ヲシテ文献」のひとつであり、日本の偽書とされている。学術的には18世紀後半に活動した修験者・伊保勇之進による偽作とされ、近世の思想史や文学の資料として扱われている。五七調の長歌体で全40アヤ（章）から成る「古史古伝」のひとつである。
一方、戦後に松本善之助が『ホツマツタヱ』を再発見し、日本書紀の原史料であると評価したことから、一部の研究者や愛好家が「ヲシテ文献」の研究を続けており、『古事記』『日本書紀』の原書説を主張している。しかし、現存する最古の写本は安永4年（1775年）制作のもので、それ以前の写本は確認されていない。

## 概要
安永4年（1775年）に修験者の伊保勇之進が自ら書写した『秀真伝』を神社に奉納した。伊保は他の偽作を行った人物としても知られている。その後、神道家の小笠原通当が『秀真伝』を書写し、自らの神社で伝えた。戦後になって松本善之助がこの写本を発見し、1980年には毎日新聞社より『秘められた日本古代史：「ホツマツタヘ」』を刊行した。同書は第11刷りまで版を重ねた。1992年には、高島市安曇川の日吉神社の蔵から全40章が発見されたとされ、一部の研究者や愛好家による研究の契機となった。
他の記紀神話と異なり、漢字ではなく「ヲシテ文字」で書かれている点が特徴とされる。愛好家の間では、古代から高度な文化水準を誇った日本には漢字以前に独自の文字が存在したとする主張があり、それがヲシテ文字と『ホツマツタヱ』であるとされている。
『ホツマツタヱ』では天照大御神が男神として記述されている。松本善之助は、『古事記』や『日本書紀』で天照大御神が女性化されたのは、推古天皇の治世を正当化するためだったと主張している。
『ホツマツタヱ』には複数の写本が現存し、「ホツマツタへ」や「ホツマツタエ」とも表記され、漢訳では「秀真伝」とも記されている。同じヲシテ文字を用いた文献には『ミカサフミ』（「三笠紀」）や『フトマニ』（「太占」）などがある。
『ホツマツタヱ』と『古事記』『日本書紀』との内容比較については、池田満が自著で分析を行っており、年表や系図を付録した内容解説も見られる。また、池田満, 青木純雄 & 平岡憲人 (2009)や池田満, 青木純雄 & 斯波克幸 (2015)では、言語学的な観点からの検討も行われている。
一部の支持者は、日本の国の成立や古代文明の記録としての価値を主張しているが、学術的には偽書とされており、その主張は一般に認められていない。

## ホツマツタヱの文字と類似文献
『ホツマツタヱ』で用いられているヲシテ（ホツマ文字）は1音1字の文字体系で、母音要素(母態)と子音要素(父相)の組み合わせから成る。基本文字は48字で、変体文字を含めると197字が確認されている。詳細は「ヲシテ」の項目を参照。
同時代のヲシテ文字で書かれた文献としては、伊勢神宮初代の神臣（クニナツ）オオカシマ命が記したと伝えられる『ミカサフミ』や、アマテルカミ（記紀にいう天照大神）が編纂したとされる『フトマニ』がある。これらの文献の詳細については「ヲシテ文献」を参照。

## ホツマツタヱの意味

### 従来説(和仁估安聡説)
「ホツマツタヱ」を漢訳すると『秀真伝』となり、「ツタヱ」は「伝え・言い伝え」を意味することから、「ホツマツタヱ」は「真の中の真の言い伝え」、すなわち「正式の伝記・歴史書」という意味になるとされている。

### 新説(ヲシテ言語学説)
ヲシテ文献研究者の一部は、「ホ」はそれぞれの家に伝わっていた文書を示し、あえて漢訳すれば「文」が適当であるとする。「ツ」は複数の文書を集めるイメージがあり、漢訳では「集」となる。「マ」はそれらの文書をまとめあげた編纂のイメージで、漢訳では「纏」が適当とされる。この説では、「ホツマツタヱ」は複数の文書をまとめあげた伝承書を意味し、あえて漢訳すれば「文集纏伝」と解釈されるとされている。

### 伝承説(ホの皇子説)
クニトコタチ神の八人の皇子（ト・ホ・カ・ミ・ヱ・ヒ・タ・メ）のうち、「ホ」の皇子が建国した「ホツ（の）マ」国の記録としてまとめられた史書が『ホツマツタヱ』であるとする説がある。この説では、『ホツマツタヱ』第4アヤ第3には、「昔この 国常立の 八降り子 木草お苞の 秀真国」と記され、トの国（常世国）、ホの国（秀真国）、ヒの国（日高見）などが言及されているとされる。

## ホツマツタヱの内容

あわうた（小笠原長弘写本ハツアヤより）
全編がこのようなヲシテによる長歌体で記述されている。ヲシテの右にあるのは、伝承中に付加されたふりがな。

天地開闢から、景行天皇までの神話・歴史を記述している。全40アヤ（章）で構成され、1アヤから28アヤまでは「クシミカタマ」による編集、29アヤから40アヤは「オホタタネコ」（大田田根子）による編纂とされる。
この書物には、皇室の祖先であるアマテルカミ（天照大神）やクニトコタチの記述のほか、和歌（ワカウタ）、アワ歌（48音の基本音を表す歌）、婚姻法、イミナ（諱）、ミソキ（禊ぎ）の方法、食事作法、枕詞の用法、刑罰規定、国の統治理念、ヲシテ文字の成り立ち、三種の神器（ミクサタカラ）の意義、当時の憲法（トノヲシテ）など多岐にわたる内容が含まれるとされる。また、天皇の実名や陵墓、神社の由緒、語源学的な記述も含まれる。

## 完本として公開されている写本
1. 和仁估安聡本（やすとし本） 40アヤの全巻あり
滋賀県高島市、藤樹記念館にて保管
漢訳文付本
写本自序；安永4年・1775
1992年発見
『和仁估安聡本ホツマツタヱ』（わにこやすとしほん ほつまつたえ）として印影版が市販された。
現在につたわり公開されている写本すべての親本。21アヤがカタカナ表記。28－41（4行）カタカナ表記。
2. 小笠原長弘本（ながひろ本） 40アヤの全巻あり
宇和島市、小笠原家所蔵
写本時代、明治33年頃/1900頃
1967年発見
『覆刻版ホツマツタへ』として市販された。
抜け行の多い写本。特殊ヲシテ表記が少ない。古い濁音表記が少ない。数詞ヲシテ（数詞ハネ）の表記が少ない。13アヤで8行、16アヤで8行の抜け個所あり。
3. 小笠原長武本（ながたけ本） 40アヤの全巻あり
16アヤまで：池田満保管、17～40アヤ：宇和島市、小笠原家所蔵
写本時代、明治期；1868〜1921
数詞ヲシテの表記が多い。13アヤで8行の抜け個所あり。
4. 内閣文庫所蔵本（小笠原長武写本） 40アヤの全巻あり
国立公文書館、所蔵（ホツマツタゑ-国立公文書館デジタルアーカイブでダウンロード可）
写本時代、明治期；1868〜1921
国立公文書館で閲覧できる。
小笠原長武本と同等。数詞ヲシテの表記が多い。13アヤで8行の抜け個所あり。

## 目録
和仁估安聡本（やすとし本） ホツマツタヱの目録 「ヲシテをカナに直したもの（と漢訳文）」
古い時代の、ヲシテ文献の成立時代には、アヤの番号での呼び名は「ふそむのあやに」（ホ0－18）の用例がある事から、アヤ番号は用いられていた事が判る。だが、「アのヒマキ」などの区分は、ヲシテ時代においておこなわれていたのかどうかは、根拠がない。
- アのヒマキ（天の巻）
  - コトノベのアヤ （序）
  - キツのナとホムシさるアヤ（1.東西の名と穂虫去るアヤ）
  - アメナナヨトコミキのアヤ（2.天七代、床御酒のアヤ）
  - ヒヒメミオうむトノのアヤ（3.一姫三男生む殿のアヤ）
  - ヒノカミのミズミナのアヤ（4.日の神の瑞御名のアヤ）
  - ワカのマクラコトハのアヤ（5.和歌の枕言葉のアヤ）
  - ヒノカミソフキサキのアヤ（6.日の神十二后のアヤ）
  - ノコシフミサガをたつアヤ（7.遺し文サガお絶つアヤ）
  - タマがえしハタレうつアヤ（8.魂返しハタレ撃つアヤ）
  - ヤクモウチコトつくるアヤ（9.ヤクモ撃ち琴つくるアヤ）
  - カシマたちツリタイのアヤ（10.鹿島断ちツリタイのアヤ）
  - ミクサゆつりみうけのアヤ（11.三種神器譲り、御受けのアヤ）
  - アキツヒメアマカツのアヤ（12.アキツ姫、天が児のアヤ）
  - ワカヒコイセススカのアヤ（13.ワカ彦、伊勢、鈴鹿のアヤ）
  - ヨツギのるノトコトのアヤ（14.世継ぎ告る祝詞のアヤ）
  - ミケヨロツなりそめのアヤ（15.御食、万、生成のアヤ）
  - はらみつつしむヲビのアヤ（16.胎み慎しむ帯のアヤ）
- ワのヒマキ（地の巻）
  - カンカガミヤタのナのアヤ（17.神鏡八咫の名のアヤ）
  - ヲノコロとまじなふのアヤ（18.オノコロとまじなふのアヤ）
  - ノリノリヒトヌキマのアヤ（19.ノリノリヒトヌキマのアヤ）
  - スメミマゴトクサゑるアヤ（20.皇御孫十種神宝得るアヤ）
  - ニハリミヤノリさたむアヤ（21.宮造り法の制定のアヤ）
  - ヲキツヒコヒミツのハラヒ（22.オキツヒコ火水のアヤ）
  - ミハさためツルキナのアヤ（23.御衣定め剱名のアヤ）
  - コヱクニハラミヤマのアヤ（24.コヱ国ハラミ山のアヤ）
  - ヒコミコトチをゑるのアヤ（25.ヒコ命鉤を得るのアヤ）
  - ウカヤアヲイカツラのアヤ（26.ウガヤ葵桂のアヤ）
  - ミオヤカミフナタマのアヤ（27.御祖神船魂のアヤ）
  - キミトミノコシノリのアヤ（28.君臣遺し法のアヤ）
- ヤのヒマキ（人の巻）
  - タケヒトヤマトうちのアヤ（29.神武大和討ちのアヤ）
  - アマキミミヤコトリのアヤ（30.天君、都鳥のアヤ）
  - ナヲリカミミワカミのアヤ（31.ナオリ神ミワ神のアヤ）
  - フジとアワウミミズのアヤ（32.富士と淡海瑞のアヤ）
  - カミあがめヱヤミたすアヤ（33.神崇め疫病治すアヤ）
  - ミマキのミヨミマナのアヤ（34.ミマキの御世任那のアヤ）
  - ヒボコきたるスマイのアヤ（35.ヒボコ来る角力のアヤ）
  - ヤマトヒメカミしつむアヤ（36.ヤマト姫、神鎮むアヤ）
  - トリあわせタチバナのアヤ（37.鶏合せ、橘のアヤ）
  - ヒシロノヨクマソうつアヤ（38.ヒシロの世、クマソ撃つアヤ）
  - ホツマうちツズウタのアヤ（39.ホツマ撃ち、つず歌のアヤ）
  - アツタカミヨをいなむアヤ（40.アツタ神、世をいなむアヤ）

## 評価

### 学術的評価
学術的には18世紀後半の修験者・伊保勇之進による偽作とされており、近世の思想史や文学史の資料として取り上げられることはあるが、古代史料としての信憑性は認められていない。藤原明の著書『日本の偽書』（文庫版2019年）でも『秀真伝』は「歌人佐佐木信綱に偽書として一蹴された」と記されており、学術的には偽書として扱われている。
また藤原は、松本善之助らが戦後史学を『魏志倭人伝』などの漢書を偏重する慕華史観と見なしていることに触れ、「近年、民族主義・国家主義の潮流が再び勢いを得つつある中、この種の思想の持ち主による『秀真伝』の喧伝は注意すべき問題である」と指摘している。

### 肯定派の主張
一方で、池田満ら一部の研究者や愛好家は『ホツマツタヱ』を古代の文書とみなし、記紀の原書であると主張している。池田は、ヲシテ文献から記紀への「漢訳」であり、その逆はあり得ないとし、たとえば「ワニ（船の種類）」が記紀では「和迩魚」や「鰐魚」と誤解された例を挙げている。また、『日本書紀』巻第二に「妾」を含む文章が18件あることを根拠に、ホツマツタヱの正統性を主張している。千葉富三も、『日本の偽書』を読んだ上で、他の「古史古伝」とは異なる論法で真書性に確信を深めたと述べている。

## 現代の動向
近年、一部の政治運動やオカルト・疑似科学の文脈でも取り上げられることがある。
- 参政党はホツマツタヱの講座を主催しており[13]、党代表の神谷宗幣も公式YouTubeチャンネルでこの講座を紹介している[14]。2022年の参院選では、秋田選挙区から立候補した同党の候補者が、ホツマツタヱ研究を通じて神谷と知り合った[3]。
- 宗教団体「幸福の科学」の大川隆法による著書『天御祖神の降臨：古代文献「ホツマツタヱ」に記された創造神』（2019年）では、ホツマツタヱに登場する「天御祖神」の霊言が収録されており[15]、2022年には『愛国女子—紅武士道』として映画化もされた[16]。
- 2022年1月には、つくば市を拠点とする団体「みんなで学ぼう会」がマスクやワクチンに反対する講演会を開催し、開演前にはヒーラーが『ホツマツタヱ』のヲシテ文字が刻まれた琴で、「傷ついた細胞・DNAを修復させる」とする演奏を行った[17][18]。この講演会には茨城県教育委員会、結城市教育委員会、つくば市が後援し、政治家の登壇や祝電もあった[17][19]。